# J. K. Nagar Township
J. K. Nagar Township (o Jemari Township) è una suddivisione dell'India, classificata come census town, di 14.087 abitanti, situata nel distretto di Bardhaman, nello stato federato del Bengala Occidentale. In base al numero di abitanti la città rientra nella classe IV (da 10.000 a 19.999 persone).

## Geografia fisica
La città è situata a 23° 39' 16 N e 87° 04' 01 E.

## Società

### Evoluzione demografica
Al censimento del 2001 la popolazione di J. K. Nagar Township assommava a 14.087 persone, delle quali 7.766 maschi e 6.321 femmine. I bambini di età inferiore o uguale ai sei anni assommavano a 1.753, dei quali 900 maschi e 853 femmine. Infine, coloro che erano in grado di saper almeno leggere e scrivere erano 8.714, dei quali 5.506 maschi e 3.208 femmine.